# 楊貴媚
楊 貴媚（ヤン・クイメイ、1959年5月9日 - ）は、台湾の女優。
1979年に台視の『新人奨』という番組に参加し、歌手としてデビューした。
その後、俳優に転じて台視の閩南語テレビドラマに出演した。1987年の『村と爆弾』、1988年の『ママ、もう一度僕を愛して!』といった映画に出演し、1992年に出演した『無言の丘』では、第6回シンガポール国際映画祭で最優秀主演女優賞を獲得した。
その後もアン・リー監督の『恋人たちの食卓』、蔡明亮監督の『愛情万歳』や『Hole-洞』などに出演している。1999年に出演した中視のテレビドラマ『天公疼好人（原題）』で第34回金鐘奨の最優秀主演女優賞を獲得し、2004年には映画『月光の下、我思う』で第41回金馬奨の最優秀主演女優賞に選ばれた。

## 主な出演作品

### 映画
- 『村と爆弾』（1987年）
- 『ママ、もう一度僕を愛して!』（1988年）
- 『無言の丘』（1993年）
- 『恋人たちの食卓』（1994年）
- 『愛情萬歳』（1994年）
- 『河（中国語版）』（1997年）
- 『Hole-洞』（1998年）
- 『ダブル・ビジョン』（2001年）
- 『楽日』（2003年）
- 『西瓜』（2004年）
- 『月光の下、我思う』（2004年）
- 『雲水謠』（2005年）
- 『郊遊 ピクニック』（2013年）
- 台北発メトロシリーズ 西門駅『西門に降る童話』（2015年）
- 『The Crossing ザ・クロッシング Part I』（2014年） - 厳沢坤（イェン・ザークン）の母役
- 『タイガーテール -ある家族の記憶-』 (2020年) - ミンファ役
- 『無聲 The Silent Forest』（2020年）
- 『春行』（2023年）
- 『イエンとアイリー（中国語版）』（2024年）

### ドラマ
- 『幸福的抉擇』（2008年） - 符明珠 役
- 『回家』（2012年） - 蘇廖清美 役
- 『アリスへの奇跡』（2012年） - 金莉莎 役
- 『加油愛人』（2014年） - 林淑元 役
- 『遺憾拼圖』（2016年） - 于秋蘭 役
- 『月村歡迎你』（2019年） - 周慧敏 役
- 『四月望雨』（2020年） - 林麗茹 役
- 『女優:ボーン・トゥ・シャイン』（2024年）